# Spelaeornis longicaudatus
Spelaeornis longicaudatus е вид птица от семейство Timaliidae. Видът е световно застрашен, със статут Уязвим.

## Разпространение
Видът е разпространен в Индия.